# جراونو
جراونو (به ایتالیایی: Grauno) یک کومونه در ایتالیا است که در ترنتینو واقع شده‌است.

## خصوصیات
جراونو ۷٫۳ کیلومترمربع مساحت و ۱۴۹ نفر جمعیت دارد.